# Святий Себастьян біля колони
Святий Себастьян біля колони — гравюра на міді 1500 року роботи німецького художника Альбрехта Дюрера (1471—1528), частина його серії «Житія святих».
Дюрер мав на меті відобразити твір як ідеалізоване бачення краси 15-го століття, так і данину поваги класичній скульптурі. Згідно з легендою, святий Себастьян був убитий римським імператором Діоклетіаном за свою християнську віру. До 16 століття художники використовували християнські легенди як привід для зображення гуманістичного оголеного тіла. Чотири стріли, що пронизують тіло Себастьяна, символізують поранення бездоганного тіла. Поза святого повторює розп'яття, і, як і рятівник, святий Себастьян, як кажуть, воскрес із мертвих, хоча в його випадку для покарання тих, хто переслідував християн за їхню віру.
Ця гравюра є раннім прикладом використання контрапосту в західному мистецтві та одним із перших зображень гармонійного балансу між протилежними силами (у цьому випадку між стрілами та тілом). Дюрер зіткнувся з такими концепціями під час своїх подорожей до північної Італії, де він також знайшов натхнення для гармонійного контрасту, який він створює між залученою ногою Святого Себастьяна та його вільною ногою.